# Carlos Duran Rodríguez
Carlos Duran Rodríguez   (Madrid, 5 de gener de 1943 - Hospital do Meixoeiro, 8 de setembre de 2023), més conegut també com a Carlos Durão, va ser un escriptor, traductor i periodista gallec resident a Londres.

## Trajectòria
Tot i que va néixer a Madrid, era fill d'una família gallega de tradició emigrant. Era el fill primogènit de quatre germans (ell i tres noies) nascuts de Bernardo Duran (Guimarei) i Dolores Rodríguez (Ribadavia). Els seus primers anys de vida va viure a diverses poblacions gallegues (Escudeiros, Ferrol, A Granha, Guimarei, Ribadavia, Tevra, Vigo, Víncios). Va estudiar batxillerat a Vigo i va iniciar els estudis universitaris a Santiago de Compostel·la per acabar-los a la Universitat Central de Madrid, on es va llicenciar en Filosofia i Lletres, branca de Filologia germànica, l'any 1968.
Resident a Londres, va ser un dels fundadors el 1970 del Grup de Treball Gallec de Londres que va elaborar un Pla Pedagògic Gallec publicat a la revista gallega Grial, el 1971. Va ser professor d'espanyol i francès a la St Giles School londinenca, redactor de ràdio per al Servei Exterior de la BBC, i traductor tècnic en organismes de l'ONU.
Va ser membre del Comitè de Cultura del Centre Gallec de Londres, i col·laborador de publicacions com Grial, Teima, A Nosa Terra, Agália, O Ensino, Nós, Cadernos do Povo i Hífen. Membre de les Irmandades da Fala de Galiza e Portugal, Associação de Amizade Galicia-Portugal, Associaçom Galega da Língua. Va ser també membre de l'Associació d'Escriptors en Llengua Gallega i acadèmic de l'Academia Galega da Língua Portuguesa.

## Obres

### Narrativa
- A Teima. Editorial Galaxia, 1973. Novel·la psicològica.
- Galegos de Londres. Ediciós do Castro, 1978. Novel·la basada en les vivències dels emigrants gallecs.
- O silencio, nós. Fundação Europeia Viqueira, Cadernos do Povo, 1988. Novel·la.

### Poesia
- Poemes do Não. Revista Nós, núm. 4/5/6, 1987.
- Focagens - focagens: de correctione castraporum. Irmandades da Fala de Galiza e Portugal, 1994
- Paralaxes. Irmandades da Fala de Galiza e Portugal, 1994

### Obres col·lectives
- Catro narracións. Ediciós do Castro, 1977
- Prontuário Ortográfico das Irmandades da Fala. Irmandades da Fala de Galiza e Portugal, 1984
- Actas do I Congresso Internacional da Língua Galego-Portuguesa na Galiza 1984. AGAL, 1986
- Galiza: língua e sociedade (XIV ensaios). Associação de Amizade Galiza-Portugal, 2009

## Premis
- Accèssit al Premi Modesto R. Figueiredo l'any 1975, per O internado.